# Coppa di Lega (pallavolo femminile, Italia)
La Coppa di Lega di pallavolo femminile è stato un torneo organizzato dalla FIPAV e della Lega Pallavolo Femminile, disputato con cadenza annuale dal 2006 e soppresso nel 2007.

## Storia
La Coppa di Lega è stata creata con lo scopo di assegnare un trofeo anche alle squadre non qualificate o comunque uscite dai play-off scudetto, al termine della regular season della Serie A1: alla prima edizione infatti presero parte, oltre alle non qualificate, anche le eliminate ai quarti di finale dei play-off scudetto, a cui si aggiunsero, a partire dalla seconda edizione, le eliminate alla semifinali; la competizione ha avuto però breve vita, in quanto sospesa solo due edizioni giocate.

## Albo d'oro
| Edizione      | Edizione                      |  | Podio         | Podio       | Podio             |
| Anno          | Sede Finale                   |  | Campione      | Risultato   | Finalista         |
| ------------- | ----------------------------- |  | ------------- | ----------- | ----------------- |
| 2006 Dettagli | Perugia Chieri                |  | Sirio Perugia | 3 - 1 3 - 0 | Chieri            |
| 2007 Dettagli | Novara Sant'Angelo in Lizzola |  | Asystel       | 3 - 0 3 - 1 | Robursport Pesaro |

## Medagliere
| Pos. | Squadra           | 1º posto | 2º posto | Totale |
| ---- | ----------------- | -------- | -------- | ------ |
| 1    | Asystel           | 1        | -        | 1      |
| 1    | Sirio Perugia     | 1        | -        | 1      |
| 2    | Chieri            | -        | 1        | 1      |
| 2    | Robursport Pesaro | -        | 1        | 1      |